# Mãe-de-taoca-cabeçuda
Mãe-de-taoca-cabeçuda (nome científico: Rhegmatorhina melanosticta) é uma espécie de ave pertencente à família dos tamnofilídeos. Pode ser encontrada na Bolívia, Colômbia, Equador, Peru e Brasil. 
Seu nome popular em língua inglesa é "Hairy-crested antbird".